# Rampa (desnivell)

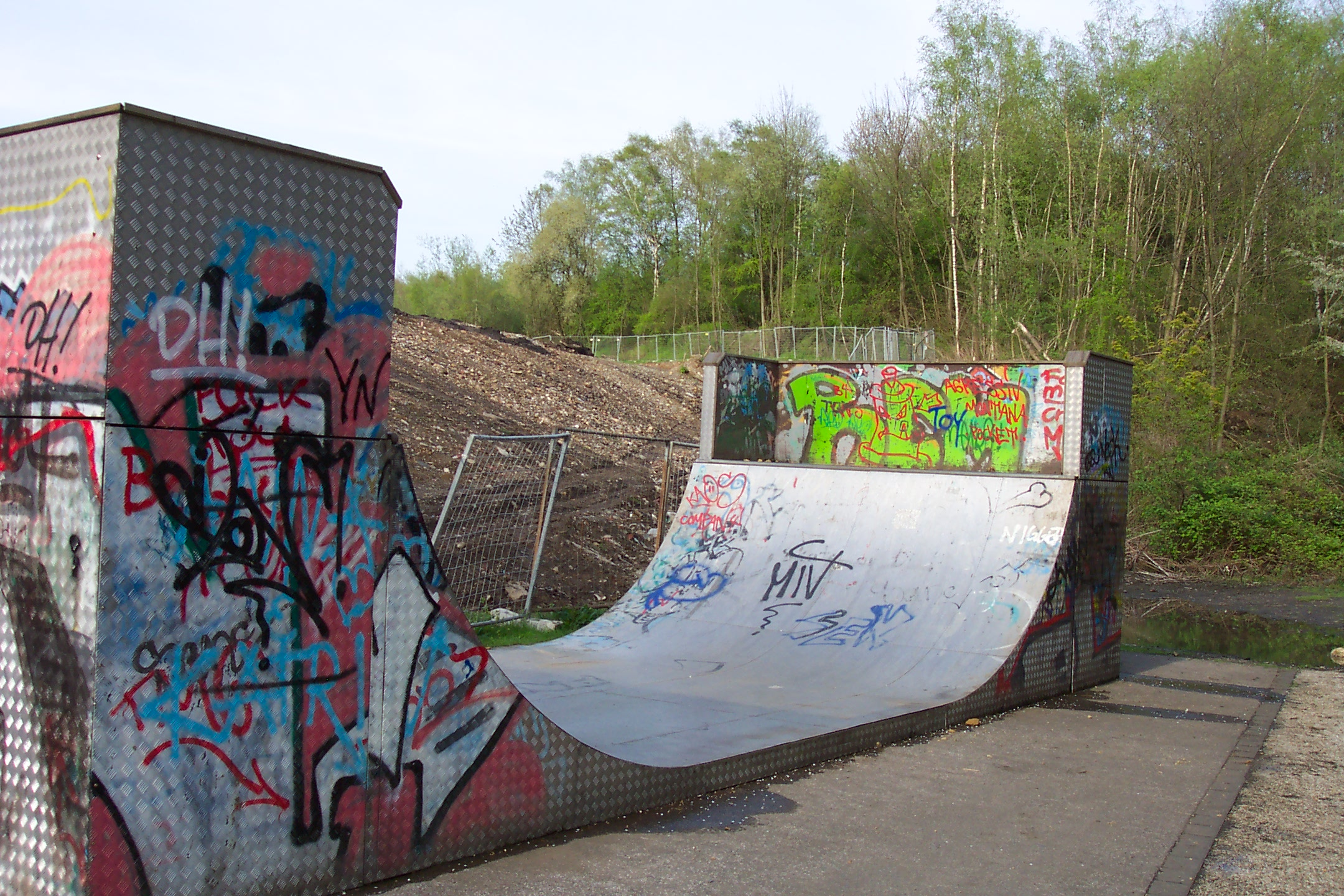
Rampa esportiva.

Una rampa és un element arquitectònic que té la funcionalitat de circumvalar parcialment dos plans diferents, de manera que aquests posseeixin una diferència d'alçada relativa en un determinat espai. Sovint s'utilitzen per fer més accessibles dos o més plans que estan a alçades diferents, tot i que a vegades tenen una funció ben diferent quan s'introdueixen en el món dels esports. Segons la geometria descriptiva es poden classificar en diversos tipus.

## Rampes planes

Triangle rectangle

Són les més senzilles perquè uneixen plans de cotes diferents mitjançant un tram recte (curvatura nul·la), pel que també se les pot anomenar pla inclinat. Són tan simples que el seu invent data de fa molts anys i la seva data de descoberta no és concreta. La seva senzillesa és tal que l'estudi s'aquestes només implica coneixements de trigonometria, especialment de triangles rectangles.
A partir del teorema de Pitàgores es pot arribar a conèixer matemàticament la longitud de la rampa (c) si es considera que els catets del triangle són la diferència de cotes (a) i la distància que separa les arestes dels plans que es volen unir (b):
c² = a² + b²
Un altre mètode per estudiar les dimensions de la rampa en qüestió són les raons trigonomètriques sinus, cosinus i tangent d'un angle. En aquest cas es pot partir perfectament de l'angle d'inclinació de la rampa per saber la relació que mantenen els costats que formen el polígon.
La pràctica funcionalitat del pla inclinat rau en el motiu de la facilitat que ofereixen per pujar o baixar desnivells en més o menys esforç. Segons la definició del treball (W) en termes energètics, es pot escriure:
W = F*x*cos(alpha)

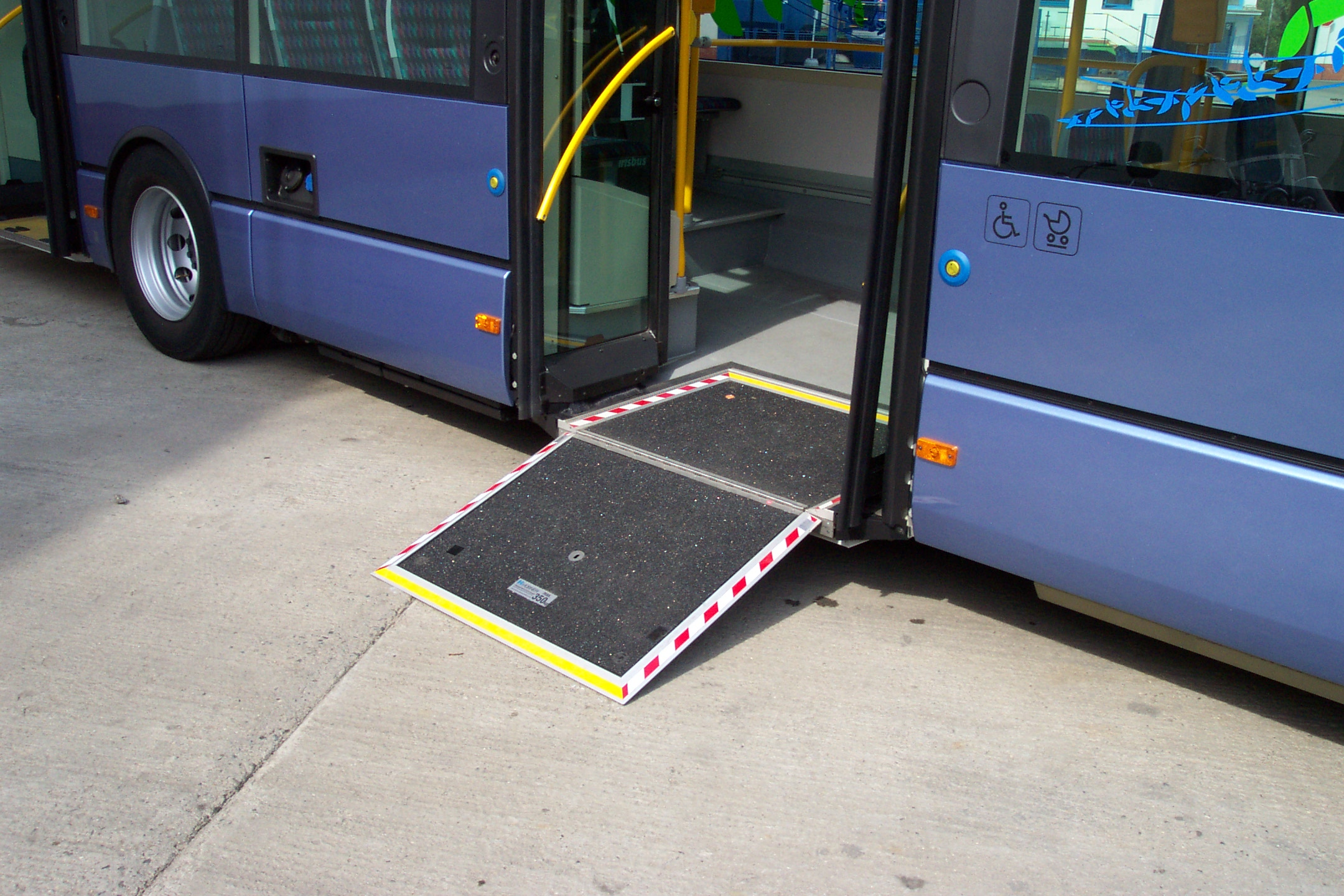
Rampa d'un autobus.

On "F" és la força utilitzada per arrossegar un cos a una distància "x" per una rampa d'inclinació "alpha". Com es pot observar, per un mateix cos es necessita més esforç quan més pronunciada és el pendent de la rampa, tot i que es gasta la mateixa energia (si es considera una força conservativa). Per exemple, si dos excursionistes es disposen a pujar una mateixa muntanya, i un es dedica a escalar mentrestant l'altre camina per una carretera, es pot veure clarament que l'escalador arribarà més fatigat que l'altre, això no obstant, els dos han pujat la mateixa alçada (indiferentment del temps emprat).
Les seves aplicacions són bàsicament en el camp de la construcció, oferint una alternativa per a les escales per facilitar la locomoció de persones o objectes. Així s'empren per fer voreres, accessos a edificis, accessos a mitjans de transport, etc.

## Rampes helicoïdals
Són rampes planes que a més giren respecte d'un eix a mesura que es prolonguen. S'utilitzen molt en la construcció d'aparcaments i altres elements similars que manquen d'espai, com ara en mecanismes de rellotges de corda manuals. També es poden peraltar a la vegada que giren sobre la directriu, de manera que permeten mantenir velocitats constants els objectes que les recorren, com ara en circuits asfaltats d'altes velocitats per a cotxes.

## Rampes corbes (còncaves i convexes)
Les rampes corbes són un cas generalitzat de les rampes planes, en les quals hi apareix el paràmetre que fa referència al radi de curvatura (no nul). Aquest factor permet que la rampa que uneix els plans tingui una certa concavitat o convexitat. Aquesta característica fa possible la creació d'estructures amb unes funcionalitats ben diverses, per exemple teulades, pales d'excavadores o rampes per la pràctica d'esports de lliscament, com ara el skateboarding, snowboarding, freeski, BMX, etc. amb la finalitat de poder executar salts, girs i altres maniobres, pel que poden tenir un ventall de diversos formats, altures i graus de dificultat.

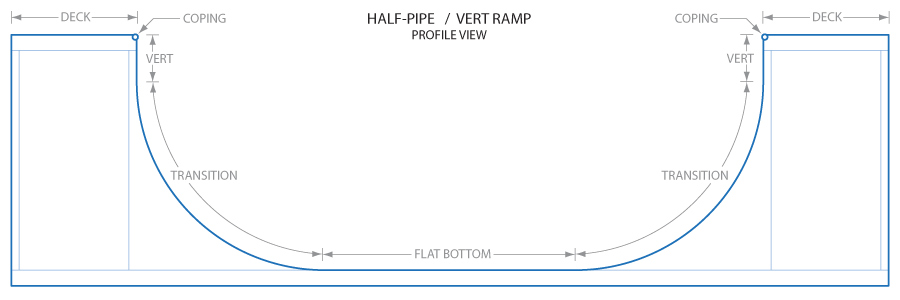
Detall transversal d'una rampa de 90° o rampa vert (vertical)

### Cicloide
La cicloide és la corba traçada per un punt d'una circumferència (anomenada circumferència generatriu) quan aquesta gira sobre una línia (anomenada recta generatriu) sense lliscar per ella (a través d'un punt de contacte estàtic que actua com un centre instantani de rotació, o CIR).
Les propietats més interessants que presentaria la rampa construïda per aquesta corba són la braquistocronia i la tautocronia, ambdues relacionades amb el temps. La primera li dona el privilegi de ser el camí més ràpid pel qual una esfera baixaria la rampa (més que per una línia recta o altres), mentres que la segona li atorga la propietat d'oscil·lar entre distàncies màximes més grans en el mateix temps que ho faria una altra geometria.